# Pillow fight flash mob

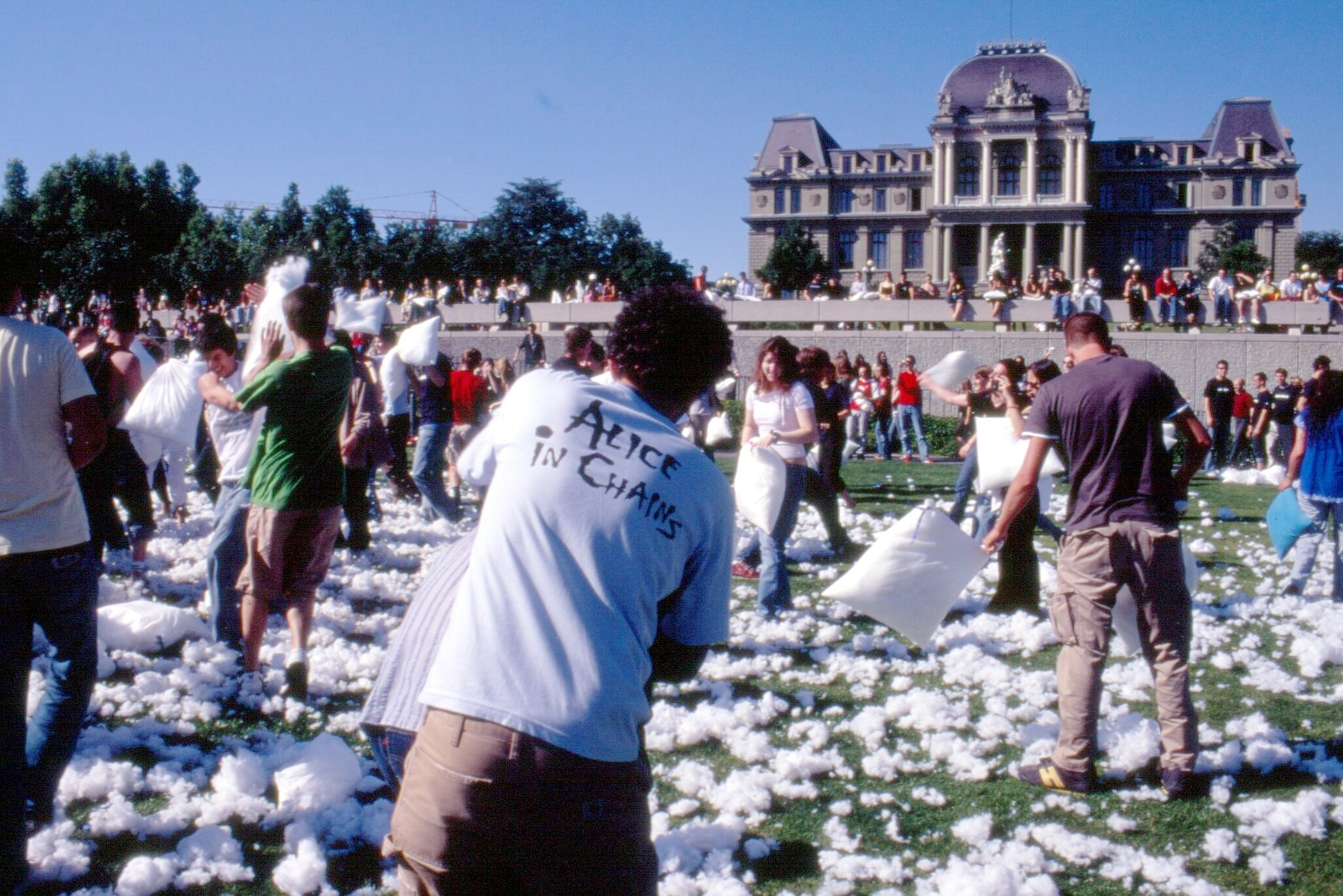
Una lluita amb coixins que va tenir lloc a Lausana, Suïssa, davant de l'edifici dels jutjats

Un pillow fight flash mob (o mobilització espontània de lluita amb coixins) és un fenomen social de mobilització espontània i comparteix moltes característiques amb la cultura jam.
La de mobilització espontània de les lluites amb coixins es distingeix en el fet que gairebé tota la promoció es basa en internet. Aquests esdeveniments ocorren arreu del món, alguns agafant el nom de Pillow Fight Club (o Clubs de Lluita amb Coixins), una referència a l'obra Fight Club de Chuck Palahniuk en la qual qualsevol podia unir-se aquesta mena de clubs i participar en els combats i lluites seguint unes regles. Tant a Londres com a Vancouver els Clubs de Lluita amb Coixins segueixen i reflecteixen el que es descriu al llibre i a la pel·lícula.
La difusió d'aquestes lluites amb coixins deu molt als usos de tecnologies de comunicacions modernes, incloent-hi treball en xarxa personal descentralitzat, conegut com a multitud intel·ligent. I la convocatòria dels esdeveniments s'estén a través dels mitjans digitals, normalment per internet via correu electrònic, sales de conversa i missatges de text que acaba resultant en congregacions massives espontànies. Els coixins a vegades s'amaguen el temps d'espera fins que sona el xiulet, i llavors els lluitadors treuen els seus coixins i comencen a lluitar amb ells. Les lluites amb coixins poden durar entre minuts fins a diverses hores. 

## Pillow Fight Day
La més gran mobilització espontània de lluita amb coixins es du a terme pel Pillow Fight Day (o International Pillow Fight Day) que va iniciar-se vora el 22 de març de 2008. I que s'ha estès per 25 ciutats de tot el món. Segons The Wall Street Journal, més de 5.000 persones van participar-hi a Ciutat de Nova York, superant la "Silent Disco de Londres de l'any 2006. La convocatòria es va difondre per xarxes socials com Facebook, Myspace, blogs privats, fòrums públics, pàgines web personals, així com boca a orella, missatges de text, i correu electrònic. Participant ciutats com Atlanta, Beirut, Boston, Budapest, Chicago, Copenhaguen, Dublín, Houston, Huntsville, London, Los Angeles, Melbourne, Ciutat de Nova York, Paris, Pécs, San Francisco, Xangai, Estocolm, Sydney, Székesfehérvár, Szombathely, Vancouver, Washington DC, i Zúric.

## Origen
Mentre que les lluites amb coixins han existit al llarg de molt de temps, aquestes s'han vist massificades a gran escala gràcies a la promoció via Internet. Moltes lluites massives amb coixins han sigut organitzades per tal de superar algun Guinness Rècords Mundials. Així el rècord actual està en 3.706 segons la BBC en una convocatòria de Children in Need a Minehead, Somerset, Anglaterra l'any 2008.